# 임오군란
임오군란(壬午軍亂)은 1882년 훈련도감에서 해고된 구식 군인들의 13개월 동안 체불된 임금을 정부가 저급 불량쌀로 지급하여 일어난 난이다. 10년 전 실각했던 흥선대원군과 위정척사파들이 정권 재창출을 위해 중전과 외척 민씨 제거 및 비리 척결, 그리고 일본과 서양 세력에 대한 배척 운동으로 확대 시켰고, 전임 선혜청 당상 김보현, 당시 선혜청 당상 겸 병조판서 민겸호, 선혜청 창고지기인 그 수하의 착복 비리와 부정 축재 사실까지 드러나며 관련자들이 살해됐다. 성공하는 듯했던 난은, 중전 민씨를 놓친 데다가 조선 조정의 요청으로 청나라군이 개입하며 진압됐다. 흥선대원군은 톈진으로 끌려가고 척화파들은 제거됐으며, 청나라와 결탁한 중전 민씨가 충주에서 환궁하면서 민씨 외척들이 조정을 완전 장악했다. 김옥균 등 급진개화파들도 조정의 중책을 맡게 됐으며, 난의 진압을 축하하기 위해 과거 시험이 열리며 이완용, 서재필 등이 출사하는 계기가 됐다.

## 배경
1873년 탄핵 등으로 흥선대원군이 세력을 잃고 지위에서 물러났다. 그러나 점점 증가하는 서구 세력의 위협으로 백성들의 민심은 아직 쇄국에 머물러 있었고 흥선대원군 역시 최익현 등 척화파들과 계속 소통하면서 아직 영향력을 가지고 있었다. 그러던 중 서계 문제가 대두되어 다시금 척화파들이 여론을 등에 업으려던 찰나, 운요호 사건으로 강화도 조약이 체결되며 조선은 쇄국을 버리고 개국, 개화로 향하게 됐다. 대원군을 중심으로 하는 척화파는 관직에서 밀려나고 투옥되는 등, 고종 부부 측의 척족(戚族)(=성이 다른 일가)을 중심으로 하는 수구파(온건개화파=시무개화파), 개화파(급진개화파=변법개화파)가 정치 전면에 나섰다. 민씨 정권은 강화도 조약을 시작으로 서양 열강과의 불평등 통상조약을 연이어 맺었는데, 이는 척화파는 물론 민심의 반동을 불렀다. 삼정의 문란 때문에 가뜩이나 위태로운 조선에 사회적 혼란과 불안이 증폭됐고, 흥선대원군 등 척화파는 이러한 정세를 이용해 이재선 역모사건을 기도하는 등 끊임없이 정권 재창출을 노렸다.
민씨 정권은 아직 확고하지 않은 자기 정권 기반을 다지기 위해 내외로 자기 척족들과 개화파 관료들을 대거 기용하는 한편, 1881년 일본의 후원으로 신식군대 ‘별기군’을 창설했다. 총책임자는 민영환의 부친, 민겸호 대감이었다. 1882년에는 종래의 훈련도감·용호·금위·어영·총융 5영을 무위영, 장어영 2영으로 축소하면서 대량 해고 시키고 봉급도 제대로 지급하지 않는 등, 민씨 척족들의 사병과 다름없는 별기군과 달리 차별했다. 훈련도감 출신 구식 군인들은 당시 일본군을 모델로 신설된 별기군을 ‘왜별기’(倭別技)라 낮춰 부르며 증오했는데 특히 봉급 연체를 초래한 정부 재정 위기의 원인이 민씨들의 탐욕에 있다고 생각했으며, 특히 선혜청 당상 겸 병조판서 민겸호와 선혜청 전임 당상이자 전 호조판서 김보현(당시 경기 관찰사)이 원흉으로 지목됐다. 그리고 흥선대원군의 친형이었지만 명성황후를 지지하여 문호 개방에도 지지하고 있는 흥인군 이최응도 구식 군대의 표적이 되었다. 흥인군은 흥선대원군의 친형이었지만 동생과는 사이도 좋지 않았고, 명성황후를 지지하며 동생의 쇄국정책에도 반대하면서 대립과 갈등관계를 맺었다.

## 결과
전라도에서 세곡(나라에 조세로 바치는 곡식)선이 쌀을 싣고 도착했다. 대동법 실시 이후 정부 예산을 집행해 온 선혜청은 도봉소(都捧所)에서 무위영 소속 옛 훈련도감 군병들에게 밀린 봉급 중 1개월 분의 급료만 우선 지불했다. 그나마도 썩은 쌀에다 모래하고 겨를 잔뜩 섞어 지급하자 병졸들이 폭동을 일으킨 것이다. 정당한 그들의 항의에 지급 담당관이 선혜청 당상 민겸호만 믿고 적반하장 식의 강압적으로 나오자, 격분한 병졸들이 마침내 소요를 일으켰다. 옛 훈련도감 포수 김춘영(金春永)·유복만(柳卜萬)·정의길(鄭義吉)·강명준(姜命俊)·홍만복 등을 필두로 한 군병들은 선혜청 창고지기와 무위영 영관(營官)에게 돌을 던지고 몰매를 때렸으며 도봉소는 순식간에 아수라장이 됐다. 이른바 도봉소 사건(都捧所事件)이었다.
선혜청 당상 민겸호는 곧 체포령을 내려 김춘영·유복만 등 주동자 네다섯을 포도청에 넘겼다. 그들은 혹독한 문초를 당했고 그 중 둘은 곧 사형되리라는 소문이 퍼졌다. 소요에 가담했던 군병들은 김장손(金長孫)·유춘만(柳春萬 : 유복만의 동생)을 중심으로 투옥자 구명을 위한 통문을 작성했다.
흥인군 이최응이 별파진(別破陣)을 동원해 소요를 초기에 진압하도록 고종에게 주청했다. 이를 알게 된 가담자들은 더욱 격분했으나 일단 이튿날 김장손과 유춘만이 자신들의 상관인 무위대장 이경하(李景夏)의 집으로 가 작성한 통문을 보이고 억울한 사정과 단호한 조치를 호소했다.
그러나 이경하는 달랑 직필 서신 한 통을 써주고 민겸호에게 직접 가라며 발을 뺐다. 할 수 없이 민겸호의 자택으로 향한 그들은 다짜고짜 민겸호의 집안으로 난입했으나 민겸호는 부재 중이었고, 대신 가재도구를 죄다 때려 부쉈다. 이판사판이 된 그들은 우선 운현궁으로 몰려갔다. 민씨들에게 밀려 10년 가까이 실각했던 흥선대원군에게 이는 재집권의 좋은 기회였다. 자초지종을 들은 흥선대원군은 밀린 봉급의 완전 지급을 약속하며 일단 별도의 명이 있을 때까지 그들을 대기토록 하고 김장손과 유춘만 등을 불러 심복 허욱(許煜)과 긴밀히 협력하도록 했다.
뒷배를 얻은 병졸들은 곧 조직적인 행동에 들어갔다. 일부는 동별영(東別營)의 무기고를 약탈하고 포도청을 파옥해 김춘영·유복만 등을 구출하는 한편, 일부는 의금부를 습격해 척사론자(斥邪論者)인 백낙관(白樂寬) 등 정치범들을 석방 시켰다. 또 일부는 전직 선혜청 당상 김보현이 관찰사로 있던 경기감영에 쳐들어 갔고 나머지는 강화유수(江華留守) 민태호를 비롯한 외척 수구당들의 집을 습격했다.

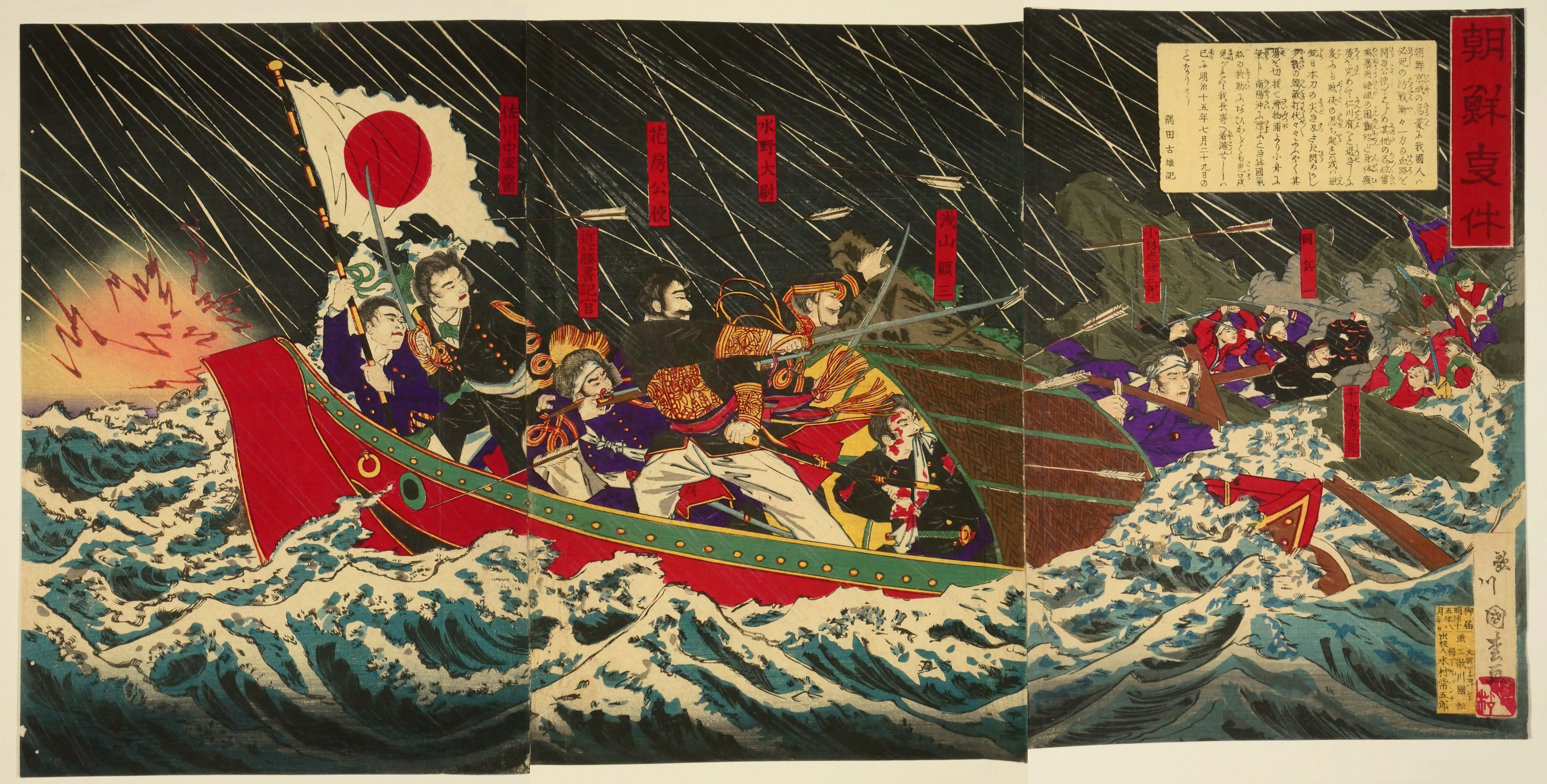
작은 배로 탈출한 일본 공사관원

대원군은 민심을 얻기 위해 일개 해직자 소요를 위정척사 운동으로 확대 시킬 필요가 있었다. 그 날 저녁 대원군의 수하들과 병졸들이 일본 공사관을 포위·습격했다. 일본 공사 하나부사 요시모토(花房義質) 등 공관원 전원은 제물포 항으로 도피했고 공사관은 불탔다. 민씨 척족의 사병과 다름없던 별기군과 충돌한 그들은 곧 별기군마저 제압하고 별기군 병영 하도감(下都監)에서 일본인 교관 호리모토 레이조(堀本禮造) 공병 소위를 비롯 일본인 열 세 명을 살해하는 등 정변을 조직적으로 전개 시켰다.

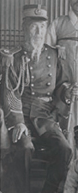
윤웅렬

흥선 대원군의 명이 떨어졌다. 이에 전 민씨는 일단 궐 뒷문으로 나가 무예별감 홍계훈에게 업혀 충주 장호원(長湖院)의 충주목사 민응식의 집으로 피신했다. 대신 선혜청 당상 민겸호와 경기도 관찰사 김보현이 궐에서 발각돼, 심하게 구타를 당한 끝에 중희당(重熙堂) 아래서 살해됐다.
처음엔 단순 해직자 소요에 지나지 않던 사태가 걷잡을 수 없이 커지자 무위대장 이경하가 직접 동별영에 가 부하들을 진정 시켜 보려 했지만 허사였다. 뒤늦게 조정은 사태를 진정시키기 위해 이미 죽은 선혜청 당상 민겸호 및 도봉소 당상 심순택, 무위대장 이경하, 장어대장 신정희(申正熙) 등을 파직시키고, 무위대장 후임으로 대원군의 장자 이재면을 임명했다. 한편 개화당이자 별기군 영병관 윤웅렬이 일본공사 앞으로 서한을 보내 정변을 알렸으나, 이미 일본 공관원 전원은 제물포로 피했다.
고종은 대원군의 복귀를 인정할 수 밖에 없었다. 대원군은 부대부인(府大夫人,고종의 모친) 민씨와 장남 이재면을 데리고 입궐했다. 훈련도감 출신 난 가담자 200 명이 대원군을 호위했다. 다시 조정을 장악한 대원군은 고종에게 자책교지(自責敎旨)를 반포 시켜 군란을 정당화하고, 5영의 복구와 통리기무아문의 폐지, 그리고 삼군부 설치를 발표했다. 이재면에게 훈련대장, 호조판서, 선혜청 당상을 겸임케 해 밀린 봉급의 지급은 물론 군사와 예산을 장악하려 한 대원군은 중앙의 각 부서와 지방의 관찰사 등의 민씨 척족들을 파직하고 척화파를 임명했다. 민심을 안정시키기 위해 난 가담자들에게 해산을 명하는 한편, 대대적인 사면령도 내렸다. 그럼에도 난 가담자 중 일부가 중전 민씨 처단까지 해산을 거부하자 대원군은 중전의 실종을 사망으로 단정하고 국모 상(喪)을 공포해 해산을 관철했다.

## 청과 일본의 개입

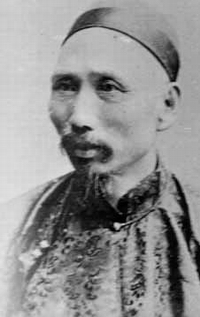
청나라 제독 정여창

민씨 외척들은 당시 영선사로 청나라에 체류 중이던 김윤식, 어윤중 등에게 급보를 보내 청에 원조를 요청하였다. 요청을 수신한 것은 8월 2일(음력 6월 19일)이었다. 이후 주일 청국 공사 여서창이 '일본 병선이 조선으로 가니 중국 병선을 앞서 파견해야 한다'는 내용을 본국에 타전함에 따라 이튿날 북양대신 이홍장의 직무대리 장수성이 북양함대 제독 정여창에게 출동을 명령했다.
북양대신 직무대리 장수성은 오장경에게 덩저우의 회군(의용군) 3천 명을 조선에 파병토록 지시했다. 북양수사 대리 정여창이 북양함대의 함선 3척(초용, 위용, 양위)에 병력 4~500명과 이홍장의 사신 자격으로 마건충을 싣고 1차로 제물포에 도착했다. 같은 날 이홍장의 참모 설목상이 제안하고 장수성, 그리고 영선사 김윤식의 찬성으로 흥선대원군 납치안이 채택됐다. 일본군 대대 병력 300 명이 제물포에 상륙했다. 약 20일 전, 공관을 미리 탈출한 하나부사 요시모토 공사 및 공사관원들은 즉시 정변을 본국에 타전 했었고 이에 일본이 파병한 군함 4척과 보병 1개 대대였다. 그러나 청의 신속한 군사 행동과 10배에 달하는 병력 차이로 인해 적극적으로 자국민 보호나 난 진압 과정에 제 역할을 못했다. 현실을 인지한 일본의 이노우에 가오루 외무경은 대원군의 쿠데타 정권을 인정하는 비밀 훈령을 작성했다. 이후 하나부사 공사에게 훈령이 도착했다.
회군 대장 오장경이 정여창의 배를 타고 영선사 김윤식을 대동해 회군 3천 명으로 남양만(현 경기도 화성시)에 상륙, 한양에 입성한 오장경은 흥선대원군을 초청해 불러 놓고는 억류시켰다. 그리고는 그대로 톈진으로 배에 태워 보냈다. 왕십리와 이태원 일대에 주둔하던 난 가담자들은 청국군의 공격을 받아 170여 명이 체포되고 11명이 사형됐다. 이후 조선 정부와 일본 제국은 제물포조약을 체결했다.

## 결과 및 평가
일개 군 해직자 소요 사건으로 시작돼 척화파 쿠데타로 발전한 이 사건의 결과, 대내적으로는 척화파가 완전히 물러나고 다수파이자 외척인 온건개화파(사대당,수구당)가 정권을 잡아 청나라 양무 운동 모델의 근대화를 추진하게 됐으며 소수 급진개화파(개화당)들이 근대화에 채찍을 가하는 형태가 됐다. 이는 또 다른 불씨를 낳게 돼 결국 갑신정변으로 이어졌고 정변 실패 후 민씨 척족들이 조정을 완전히 장악해 궁궐은 사대당 일색이 된다. 별기군은 해체된 채 개화파들의 주청으로 병조 산하에 훈련원을 둬 다시 신식 군대를 양성하려 했으나, 故 민겸호의 아들인 민영환을 위시한 민씨 외척들은 1884년 해방영(海防營)을 통해 다시 군권을 장악했다.

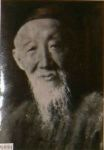
청나라 내정고문 마젠창

한편 대외적으로는 청과 결탁한 민씨 정권이 정권 유지를 위해 더욱 청에 의존하면서 청의 내정 간섭이 심화됐다. 청나라는 원세개의 군대를 조선에 상주시키고 군사 고문을 보내 조선 군대를 감시하고, 마젠창(馬建常)과 묄렌도르프를 내정 및 재정 고문으로 파견해 내정과 외교에 깊이 간섭했다. 특히 청나라 조정의 사주를 받은 묄렌도르프는 당오전(當五錢)을 발행 시켜 조선 경제를 교란하는 등 막대한 피해를 입혔다. 또한 8월 23일〈조청상민수륙무역장정〉(朝淸商民水陸貿易章程) 체결로 청국 상인의 통상 특권을 규정하고, 청의 북양 대신과 조선 국왕을 동격으로 놓는 등 조선에 대한 종주권을 명문화했다(속방조관). 거기에 영약삼단(另約三端)이란 족쇄를 조선 조정에 채워 마음대로 외교 활동도 할 수 없게 했다. 영약삼단의 내용은 이렇다.

① 조선 공사는 주재국에 도착하면 먼저 청국 공사를 찾아와 그의 안내로 주재국 외무성에 간다.

② 회의나 연회석 상에서 조선 공사는 청국 공사의 밑에 자리한다.

③ 조선 공사는 중대 사건이 있을 때 반드시 청국 공사와 미리 협의한다.

8월 30일 임오군란 때 일본인 사상자 및 공사관 등 일본 재산에 대한 손해배상을 주 내용으로 하는 제물포 조약 및 조·일수호조규속약(朝日修好條規續約)이 체결돼 조선 반도는 청일 양국 세력의 각축장으로 전락했다.

## 민겸호와 김보현 피살 당시 일화
난병이 궁전으로 올라가 민겸호를 만나 그를 잡아 끌자 당황하면서 흥선대원군을 쳐다보며, "대감 나를 제발 살려주시오."라고 호소했다. 그러자 흥선대원군은 쓴웃음을 지으며 "내 어찌 대감을 살릴 수 있겠소"라고 말했다. 그는 계단으로 내동댕이쳐졌다. 대원군의 말이 채 끝나기도 전에 난병들은 계단 밑에서 그를 죽이고 총칼로 시체를 난도질했다. 또 "중궁은 어디 있느냐"며 소리치는 등 언사가 좋지 않았고, 처참한 광경은 계속됐다.
임오군란이 터지자 김보현은 경기 감영에 있다가 변이 생겼다는 소식을 듣고 예궐을 서둘러 승정원에 들렸다. 조카 김영덕이 승지로 입직하던 중이었는데 가지 못하게 말렸다.
| “ | 오늘의 사변을 알지 못하고 들어가시렵니까? | ” |

그러자 김보현은 옷자락을 걷어붙이고 나오면서 말했다.
| “ | 내가 재상의 위치를 갖추었고 또 직책까지 맡고 있는데, 국가에 변이 생기면 비록 죽는다고 해서 회피하면 되겠느냐? | ” |

그런 뒤 입궐 하려다가 돌층계에서 맞아 죽었다. 흥선대원군을 보자 살려 달라고 애걸했으나, 대원군은 쓴웃음을 지으면서 그를 외면했다. 입궐 직전 김보현은 당일부로 경기도관찰사에서 해임돼 명예직인 지중추부사로 전임됐던 차였다.
민겸호의 사체는 원한에 찬 난병들에 의해 총칼로 다시금 난도질 당했다. 그들은 김보현 역시 박살하고, 시체를 발로 차며 입을 찢어 엽전을 집어넣고 총의 개머리판으로 마구 쑤셔 넣는데, 돈이 가슴으로 튀어나왔을 정도였다 한다. 그의 시체는 민겸호의 시체와 함께 한성부 궁궐 개천에 버려졌다. 그때 큰 비가 내려서 물에 개천이 가득 찼으며 날씨까지 흐리고 더웠다. 매천 황현에 의하면 '이런 시기에 시체가 개천에 수일 동안 버려져 살이 물에 불어 허옇게 흐물거렸는데, 마치 고기를 썰어놓은 것 같기도 하고 씻어놓은 것 같기도 했다'고 한다. 삼정의 문란의 원흉인 이들의 죽음을 놓고 백성들은 탐욕스러운 자들의 말로라며 조롱했고 어린 아이들조차 시신들을 쳐다보며 비웃었다고 황현은 기록했다.

## 새로운 해석
2006년 7월 1일, 명성황후(대한제국 건국 전이므로 아직 중전 민씨)의 피난 행적이 적힌 임오유월일기(壬午六月日記)가 발견됐다. 당시 중전 민씨를 호종한 누군가가 작성한 것으로 보이는 이 일기에는 51일 간 일행의 숙소와 일정, 중전의 건강 상태 등이 상세히 기록돼 있다.
청나라군이 서울에 입성한 날의 기록에는 '명성황후가 사람을 시켜 경성에 붙은 방문을 베껴오도록 했다'는 내용이 있는데, 이는 중전 민씨가 직접 청의 개입을 유도했다는 기존의 학설에 반례가 될 수 있다. 일기에는“중궁전하(명성황후)를 위한 탄원서를 청국 오장경 제독에게 전했는데, 곧 받들어 모셔오라는 희소식이 있을 것이라고 하였다”는 기록이 보인다. 중전 민씨의 환궁은 오장경과 연락이 된 후였음을 알게 한다.
현재 이 자료는 대전광역시 한밭도서관 대전광역시향토사료관이 소장하고 있으며, 2008년 12월 2일 은진 송씨 제월당가 기탁유물 특별 전시회에서 처음으로 민간에 공개됐다.

## 같이 보기
| - 선혜청 - 속오군 - 민겸호 - 김보현 - 흥인군 - 훈련도감: 1593년(선조 26년) 임진왜란 중 임금의 수도 환궁 직후 명나라 전략가 척계광의 저서인 기효신서를 참고로 창설된 수도방위군 - 천보총 | - 갑신정변 - 을미사변 - 흥선대원군 |

## 참고자료
- 조선을 바꾼 반전의 역사 김종성 지음, 2012년 8월 25일 출간, 도서출판 지식의 숲 ISBN 9788960006560
- 교과서 밖으로 나온 한국사(근현대편) p91 박광일,최태성 공저, 2015년 8월 31일 출간, 씨앤아이북스 ISBN 9788993866483
- 근대한국외교문서 제6.임오군란 1 근대한국외교문서 편찬위원회 펴냄, 서울대학교 출판문화원 ISBN 9788952113573
- 근대한국외교문서 제7.임오군란 2 근대한국외교문서 편찬위원회 펴냄, 서울대학교 출판문화원 ISBN 9788952113580